# Fabiano Oliveira
Fabiano Monteiro de Oliveira (Seropédica, 6 marzo 1987) è un ex calciatore brasiliano, di ruolo attaccante.

## Palmarès

### Club

#### Competizioni nazionali
- Coppa del Brasile: 1

Flamengo: 2006

### Nazionale
- Campionato sudamericano Under-20: 1

2007